# Rhoden (Diemelstadt)
Rhoden ist ein Ortsteil und der Verwaltungssitz der Stadt Diemelstadt im nordhessischen Landkreis Waldeck-Frankenberg. Er hat rund 1900 Einwohner, davon etwa 30 im kleinen Weiler Laubach.

## Geschichte

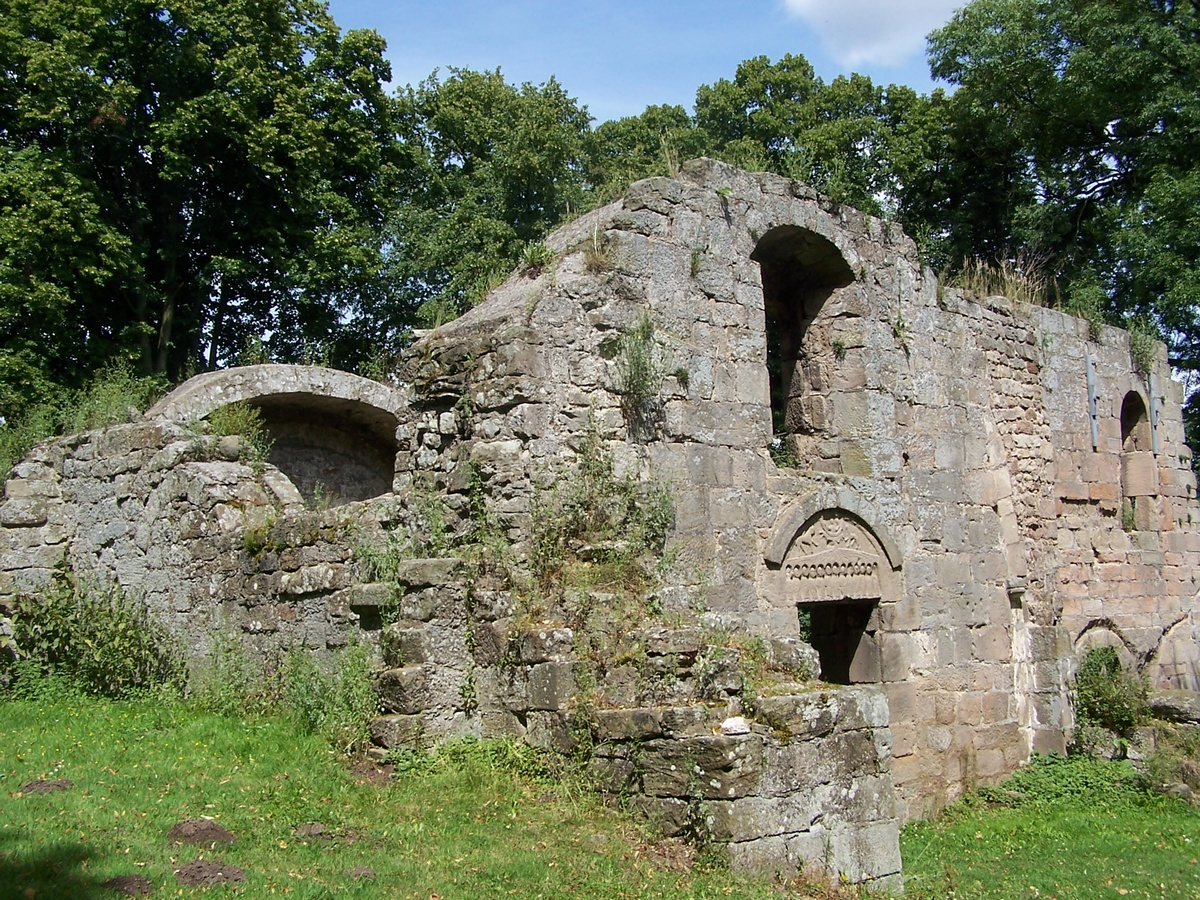
Ruine Alt-Rhoden

### Ortsgeschichte
Die frühere Siedlung Alt-Rhoden entstand wohl um 850 als karolingischer/fränkischer Hof. Um 1000 wurde dort eine Pfarrkirche erbaut, deren Ruine noch besteht.  Zwischen 1015 und 1036 wurde die Siedlung bekanntermaßen erstmals urkundlich erwähnt.
1228 bis 1230 wurde auf dem Hagenberg eine Burg errichtet. Am Burgberg entstand die befestigte Stadt Rhoden. 1237 wurde sie erstmals urkundlich von Graf Adolf I. von Waldeck als Rothem in Castro benannt. 1244 bezeichnete der Graf Rhoden als oppidum meum (= meine Stadt). Die Siedlung Alt-Rhoden fiel bis 1330 wüst. Die Bewohner siedelten um in die heutige Stadt.
Im 13. Jahrhundert wurde die erste Rhoder Stadtkirche erbaut, die 1540 dem großen Stadtbrand zum Opfer fiel. Zwischen 1560 und 1566 wurde sie neu aufgebaut.
Nach 1648 war Rhoden zeitweise Residenz des Grafen und späteren Fürsten Georg Friedrich, der zwischen 1647 und 1654 auf den Grundmauern der Burg das heutige Schloss errichten ließ. Um 1650 ließ er die Neustadt anlegen. 1664, als er die Grafschaft Waldeck-Eisenberg erbte, verlegte er seine Residenz nach Arolsen.
Bei den Stadtbränden 1735, 1753 und 1873 wurden 149, 10 bzw. 98 Häuser vernichtet.

### Hessische Gebietsreform (1970–1977)
Im Zuge der Gebietsreform in Hessen fusionierten zum 1. November 1970 die Stadt Rhoden und die Gemeinde Wrexen freiwillig zur neuen Stadt Diemelstadt. Verwaltungssitz wurde der Stadtteil Rhoden.
Für Rhoden, wie für alle durch die Gebietsreform nach Diemelstadt eingegliederten Gemeinden, wurde ein Ortsbezirk mit Ortsbeirat und Ortsvorsteher nach der Hessischen Gemeindeordnung eingerichtet.

### Verwaltungsgeschichte im Überblick
Die folgende Liste zeigt die Staaten und Verwaltungseinheiten, in denen Rhoden lag:
- vor 1712: Heiliges Römisches Reich, Grafschaft Waldeck, Amt Rhoden
- ab 1712: Heiliges Römisches Reich, Fürstentum Waldeck, Amt Rhoden
- ab 1807: Fürstentum Waldeck, Amt Rhoden
- ab 1815: Fürstentum Waldeck, Oberamt der Diemel
- ab 1816: Fürstentum Waldeck, Oberjustizamt der Diemel
- ab 1850: Fürstentum Waldeck-Pyrmont (seit 1849), Kreis der Twiste[Anm. 1]
- ab 1867: Fürstentum Waldeck-Pyrmont (Akzessionsvertrag mit Preußen), Kreis der Twiste
- ab 1871: Deutsches Reich, Fürstentum Waldeck-Pyrmont, Kreis der Twiste
- ab 1919: Deutsches Reich, Freistaat Waldeck-Pyrmont, Kreis der Twiste
- ab 1929: Deutsches Reich, Freistaat Preußen, Provinz Hessen-Nassau, Regierungsbezirk Kassel, Kreis der Twiste
- ab 1942: Deutsches Reich, Freistaat Preußen, Provinz Hessen-Nassau, Regierungsbezirk Kassel, Landkreis Waldeck
- ab 1944: Deutsches Reich, Freistaat Preußen, Provinz Kurhessen, Regierungsbezirk Kassel, Landkreis Waldeck
- ab 1945: Deutsches Reich, Amerikanische Besatzungszone, Groß-Hessen, Regierungsbezirk Kassel, Landkreis Waldeck
- ab 1946: Deutsches Reich, Amerikanische Besatzungszone, Hessen, Regierungsbezirk Kassel, Landkreis Waldeck
- ab 1949: Bundesrepublik Deutschland, Hessen, Regierungsbezirk Kassel, Landkreis Waldeck
- ab 1970: Bundesrepublik Deutschland, Hessen, Regierungsbezirk Kassel, Landkreis Waldeck, Stadt Diemelstadt
- ab 1974: Bundesrepublik Deutschland, Hessen, Regierungsbezirk Kassel, Landkreis Waldeck-Frankenberg, Stadt Diemelstadt

## Bevölkerung

### Einwohnerstruktur 2011
Nach den Erhebungen des Zensus 2011 lebten am Stichtag 9. Mai 2011 in Rhoden 1905 Einwohner. Darunter waren 75 (3,9 %) Ausländer. Nach dem Lebensalter waren 288 Einwohner unter 18 Jahren, 765 waren zwischen 18 und 49, 396 zwischen 50 und 64 und 459 Einwohner waren älter. Die Einwohner lebten in 765 Haushalten. Davon waren 207 Singlehaushalte, 195 Paare ohne Kinder und 261 Paare mit Kindern sowie 81 Alleinerziehende und 24 Wohngemeinschaften. In 117 Haushalten lebten ausschließlich Senioren und in 525 Haushaltungen leben keine Senioren.

### Einwohnerentwicklung
Quelle: Historisches Ortslexikon
- 1738: 217 Häuser
- 1770: 212 Häuser, 1095 Einwohner

| Rhoden: Einwohnerzahlen von 1770 bis 2020 | Rhoden: Einwohnerzahlen von 1770 bis 2020 | Rhoden: Einwohnerzahlen von 1770 bis 2020 | Rhoden: Einwohnerzahlen von 1770 bis 2020 | Rhoden: Einwohnerzahlen von 1770 bis 2020 |
| --- | ----------------------------------------- | ----------------------------------------- | ----------------------------------------- | ----------------------------------------- |
| Jahr |                                           |                                           |                                           | Einwohner                                 |
| 1770 | 1770                                      |                                           | 1.095                                     | 1.095                                     |
| 1800 | 1800                                      |                                           | ?                                         | ?                                         |
| 1834 | 1834                                      |                                           | 1.766                                     | 1.766                                     |
| 1840 | 1840                                      |                                           | 1.839                                     | 1.839                                     |
| 1846 | 1846                                      |                                           | 1.896                                     | 1.896                                     |
| 1852 | 1852                                      |                                           | 1.932                                     | 1.932                                     |
| 1858 | 1858                                      |                                           | 1.787                                     | 1.787                                     |
| 1864 | 1864                                      |                                           | 1.891                                     | 1.891                                     |
| 1871 | 1871                                      |                                           | 1.566                                     | 1.566                                     |
| 1875 | 1875                                      |                                           | 1.475                                     | 1.475                                     |
| 1885 | 1885                                      |                                           | 1.455                                     | 1.455                                     |
| 1895 | 1895                                      |                                           | 1.384                                     | 1.384                                     |
| 1905 | 1905                                      |                                           | 1.349                                     | 1.349                                     |
| 1910 | 1910                                      |                                           | 1.319                                     | 1.319                                     |
| 1925 | 1925                                      |                                           | 1.291                                     | 1.291                                     |
| 1939 | 1939                                      |                                           | 1.272                                     | 1.272                                     |
| 1946 | 1946                                      |                                           | 1.910                                     | 1.910                                     |
| 1950 | 1950                                      |                                           | 1.940                                     | 1.940                                     |
| 1956 | 1956                                      |                                           | 1.747                                     | 1.747                                     |
| 1961 | 1961                                      |                                           | 1.690                                     | 1.690                                     |
| 1967 | 1967                                      |                                           | 1.636                                     | 1.636                                     |
| 1980 | 1980                                      |                                           | ?                                         | ?                                         |
| 1990 | 1990                                      |                                           | ?                                         | ?                                         |
| 2000 | 2000                                      |                                           | ?                                         | ?                                         |
| 2011 | 2011                                      |                                           | 1.905                                     | 1.905                                     |
| 2020 | 2020                                      |                                           | 1.946                                     | 1.946                                     |
| Datenquelle: Historisches Gemeindeverzeichnis für Hessen: Die Bevölkerung der Gemeinden 1834 bis 1967. Wiesbaden: Hessisches Statistisches Landesamt, 1968. Weitere Quellen: LAGIS; Zensus 2011 |                                           |                                           |                                           |                                           |

### Historische Religionszugehörigkeit
| • 1885: | 1317 evangelische (= 95,16 %), 20 katholische (= 1,54 %), 47 jüdische (= 3,40 %) Einwohner |
| • 1961: | 1535 evangelische (= 90,83 %), 136 katholische (= 8,05 %) Einwohner                        |

## Wappen
| Wappen von Rhoden | Blasonierung: „In Rot über beiderseits ansteigender silberner Zinnenmauer mit offenem Tor zwischen zwei Zinnentürmen ein hohes kreuzbekröntes silbernes Giebelhaus; die bogenförmige goldene Nische belegt mit einem achtstrahligen schwarzen Stern.“ |
| Wappen von Rhoden | Wappenbegründung: Das älteste Siegel Rhodens stammt aus der Zeit der Verleihung der Stadtrechte und zeigte bereits die gleiche Zusammensetzung wie das heutige Wappen Rhodens und Diemelstadts: eine Stadtmauer mit Kirche und den Waldecker Stern. Im 19. Jahrhundert wurde die Komposition in einem Schild platziert und nach der Gebietsreform in den 1970ern als Wappen der neu gegründeten Stadt Diemelstadt übernommen. |

## Jüdischer Friedhof

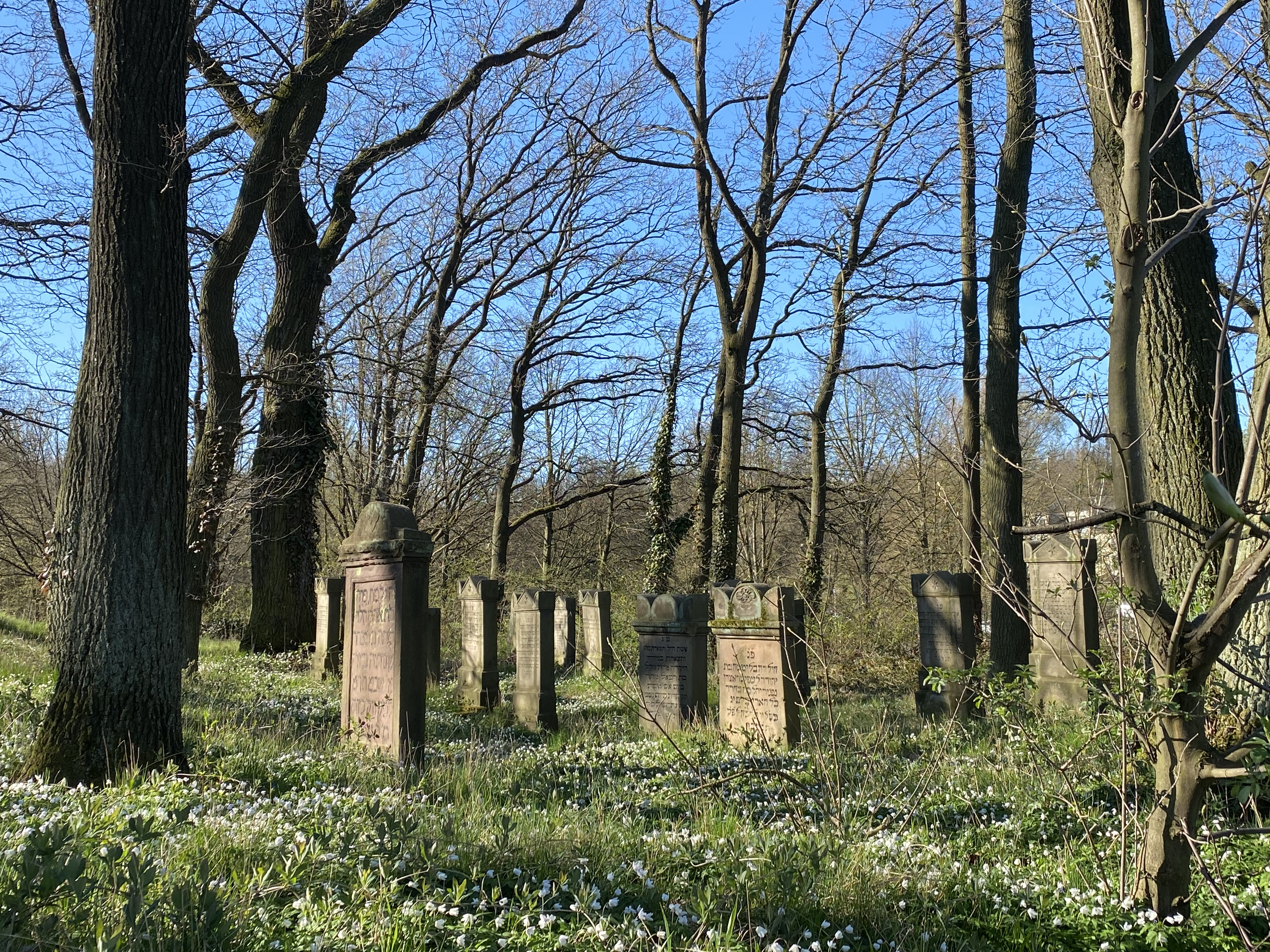
Jüdischer Friedhof Rhoden

Der Friedhof hat eine Fläche von 33,50 ar, auf der noch 88 Mazewot (Grabsteine) unter Bäumen vorhanden sind (Stand 2017). Das Areal auf dem „Heithübel“ (heute: „Heidhügel“) wurde in den 1760er-Jahren der Judenschaft als Begräbnisstätte überlassen. Der Friedhof wurde bis 1942 und letztmals 1966 belegt. Während der Zeit des Nationalsozialismus kam es nur zu relativ geringen Beschädigungen. 15 Grabsteine mussten 1946/1947 wieder aufgestellt werden. Nach einem Bericht der Verwaltung der Stadt Rhoden aus dem Jahre 1946 sollen nur zwei gewaltsam umgeworfen worden sein. Der Rhodener Bürgermeister A. F. Runte veranlasste 1961 die Aufstellung eines Gedenksteines mit der Aufschrift „Den Opfern des Faschismus 1933–1945“. Dieser enthält die Namen der 28 aus Rhoden und Wrexen umgekommenen jüdischen Einwohner (in der linken Spalte die aus Rhoden, rechts die aus Wrexen).
1981 setzten Rhoder Jugendliche den Friedhof instand. Der Friedhof befindet sich am Ortsrand (Zufahrt vom Warburger Weg). Der neue städtische Friedhof grenzt seit 1987 an. Vom neu angelegten Friedhofsparkplatz führt seit 1997 ein zusätzliches Eingangstor zum jüdischen Friedhof.
Adorf (Diemelsee) |
Altenlotheim |
Bad Arolsen |
Bad Wildungen |
Battenfeld |
Bergheim (Edertal) |
Eimelrod |
Frankenberg (Eder) |
Frankenau |
Frohnhausen (Battenberg) |
Gemünden (Wohra) |
Goddelsheim |
Grüsen |
Höringhausen |
Korbach |
Landau (Bad Arolsen) |
Mengeringhausen |
Rhoden |
Sachsenhausen (Waldeck) |
Vöhl |
Volkmarsen |
Waldeck

## Sehenswürdigkeiten

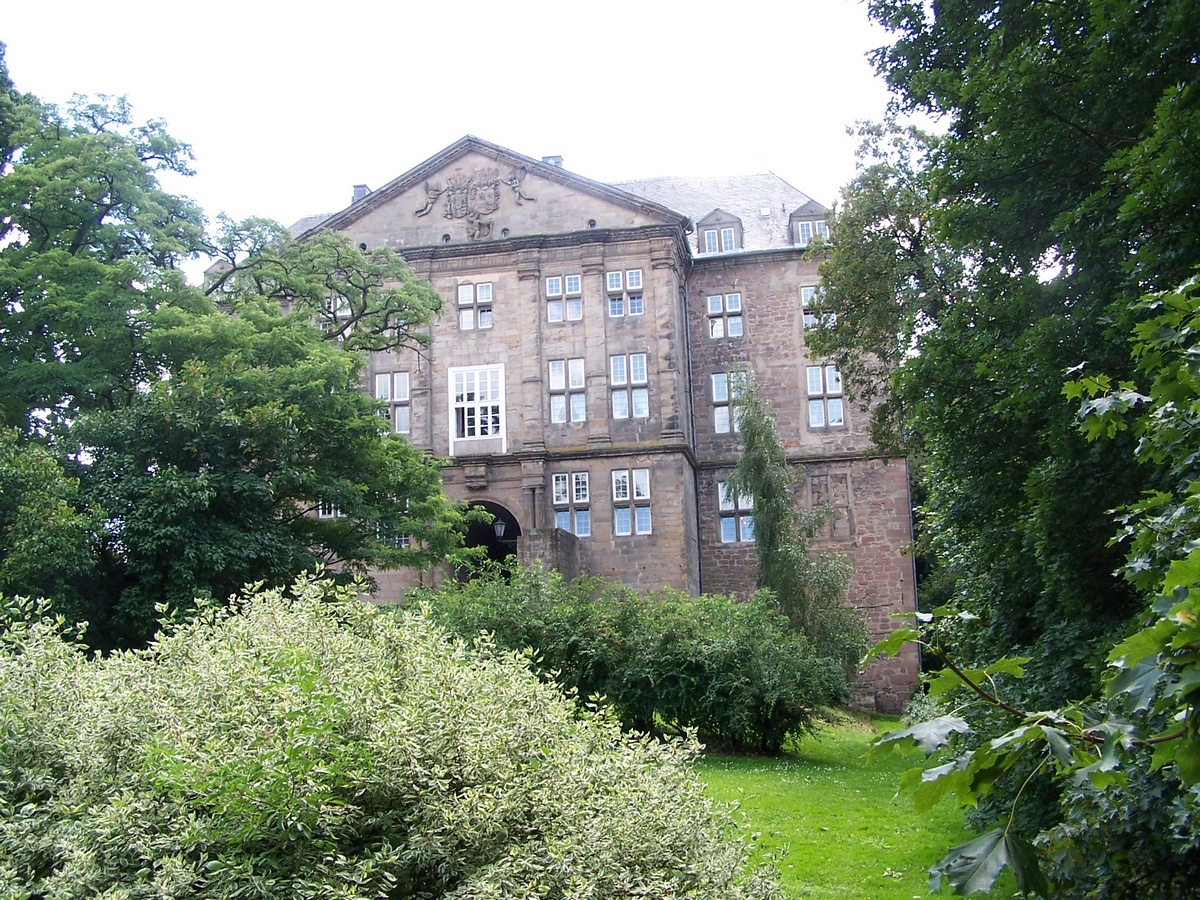
Schloss Rhoden

Kirchplatz mit altem Rathaus (gelbes Gebäude)

- Liste der Kulturdenkmäler in Rhoden (Diemelstadt)
- Schloss Rhoden mit ehemaligem Schlossgarten: Das Schloss ist ein typischer Übergangsbau von einer Burganlage zum Schloss. Vor dem Tor wurde die niedere Gerichtsbarkeit ausgeübt. In den romanischen Kellergewölben befindet sich als architektonische Sehenswürdigkeit ein steinerner Kamin, über dem die Jagdbeute gebraten wurde. Zur Wasserversorgung diente ein rund 100 Meter tiefer Schlossbrunnen. Der Garten ist terrassenförmig angelegt. Ein Bestand von alten Walnussbäumen und einigen exotischen Baumarten ist nicht mehr vorhanden. In der Zeit nach dem Zweiten Weltkrieg wurde der Garten agrarmäßig genutzt. Heute ist er wieder Ziergarten, zum Teil auch Parkplatz.
- Stadtkirche Rhoden
- Felsformation Geotop Flüburg
- Quast, Aussichtsberg mit umschließendem FFH-Gebiet

## Verkehr
Die Autobahnabfahrt Diemelstadt der A 44 liegt am Nordrand von Rhoden. Die B 252 führt von dieser Abfahrt als Umgehungsstraße östlich an Rhoden vorbei nach Korbach.

## Persönlichkeiten

### Söhne und Töchter von Rhoden
- Johannes Limberg (um 1650–1714), Geistlicher und Verfasser von Reiseliteratur
- Henrich Miller (1702–1782), Drucker und Zeitungsherausgeber in Philadelphia, erster Übersetzer der amerikanischen Unabhängigkeitserklärung
- Heinrich Christian Georg Gercke (1749–1822), Landstand, Schuhmachermeister und Bürgermeister der Stadt Rhoden
- Friedrich Gercke (1756–1831), Bürgermeister der Stadt Rhoden und Politiker
- Johannes Haase (1760–1833),  deutscher Provisor, Bürgermeister von Rhoden und Politiker
- Samuel Bach (1773–1838), deutscher Bäcker, Stadtrezeptor, Bürgermeister der Stadt Rhoden und Politiker
- Anton Mertens (1782–1850), deutscher Schlossermeister, Bürgermeister der Stadt Rhoden und Abgeordneter
- Johannes Schumann (1782–1856), Bürgermeister der Stadt Rhoden und Mitglied des Landstandes des Fürstentums Waldeck
- Heinrich Gercke (1787–1835), deutscher Bäcker, Bürgermeister der Stadt Rhoden und Abgeordneter
- Ida zu Waldeck und Pyrmont (1796–1869), Prinzessin aus dem Haus Waldeck und durch Heirat von 1816 bis 1860 Fürstin zu Schaumburg-Lippe
- Rudolf Steinmetz (1801–1854), lutherischer Theologe
- Christian Pröpper (1810–1894), deutscher Kaufmann und Politiker, 1855 bis 1892 Bürgermeister von Rhoden
- Johannes Bach (1849–1909), Landtagsabgeordneter, Bäcker und Bürgermeister in Rhoden
- Maximilian Paul Baruch (1852–1937), Sanitätsrat in Paderborn, Botaniker und Bryologe
- Bernhard Martin (1889–1983), Volkskundler und Sprachforscher

### Vor Ort haben gewirkt
- Theodor Beinhauer (1772–1833), Apotheker, Gutsbesitzer und Bürgermeister in Rhoden
- Wilhelm Schaake (1790–1827), deutscher Kaufmann, Bürgermeister in Rhoden und Politiker